# Parker Stevenson
Parker Stevenson, född 4 juni 1952 i  Philadelphia, Pennsylvania, är en amerikansk skådespelare. 

## Filmografi i urval
- 2008 - Loaded
- 2002 - The District
- 2002 - Vem dömer Amy?
- 2000 - Batman Beyond (röst)
- 2000 - King's Ransom
- 1999 - Avalon: Beyond the Abyss
- 1989-1990 - Baywatch (därefter gästskådespelare 1997-1999)
- 1994 - Mord, mina herrar
- 1993 - Melrose Place
- 1992 - Blossom
- 1990 - Floden blev mitt liv
- 1989 - Farligt uppdrag (avs. The Haunting)
- 1989 - Vittnet
- 1985-1988 - Alfred Hitchcock presenterar
- 1987 - The Hitchhiker
- 1987 - Matlock
- 1986 - Nord och Syd II (miniserie)
- 1985 - Mord och inga visor
- 1984-1985 - Maktkamp på Falcon Crest
- 1983 - Kärlek ombord
- 1983 - Hotellet
- 1983 - Undan för äss
- 1977-1979 - The Hardy Boys/Nancy Drew Mysteries
- 1974 - Krutrök